# BSAT-1a
BSAT-1aは、かつて放送衛星システムが所有していた、BS放送用の衛星である。これ以降の放送衛星システム所有の放送用衛星シリーズは同社の略称からB-SATシリーズと呼ばれる。

## 概要
1997年4月16日に、ギアナ宇宙センターよりアリアン4ロケットにて打ち上げられた。7月にヒューズ社からBSAT－1aを引き取り、8月1日よりBS放送用衛星として運用を開始した。
Kuバンドのアクティブ・トランスポンダ4本と予備用ハイパワー・トランスポンダ4本を搭載し、BS-1、3、5、7、9、11、13、15chから4つを選択可能。設計寿命は10年。
このB-SATシリーズから大容量の二次電池を搭載し、ゆりシリーズ時代にあった食による放送休止がなくなり、完全24時間放送が可能となった。
2004年5月10日からは負荷電力低減のためBS-9chの放送をBSAT-1bに譲り、2010年8月13日には老朽化と燃料枯渇により運用終了、運用軌道から離脱（デオービット）した。